# Adylbek Kassymalijew

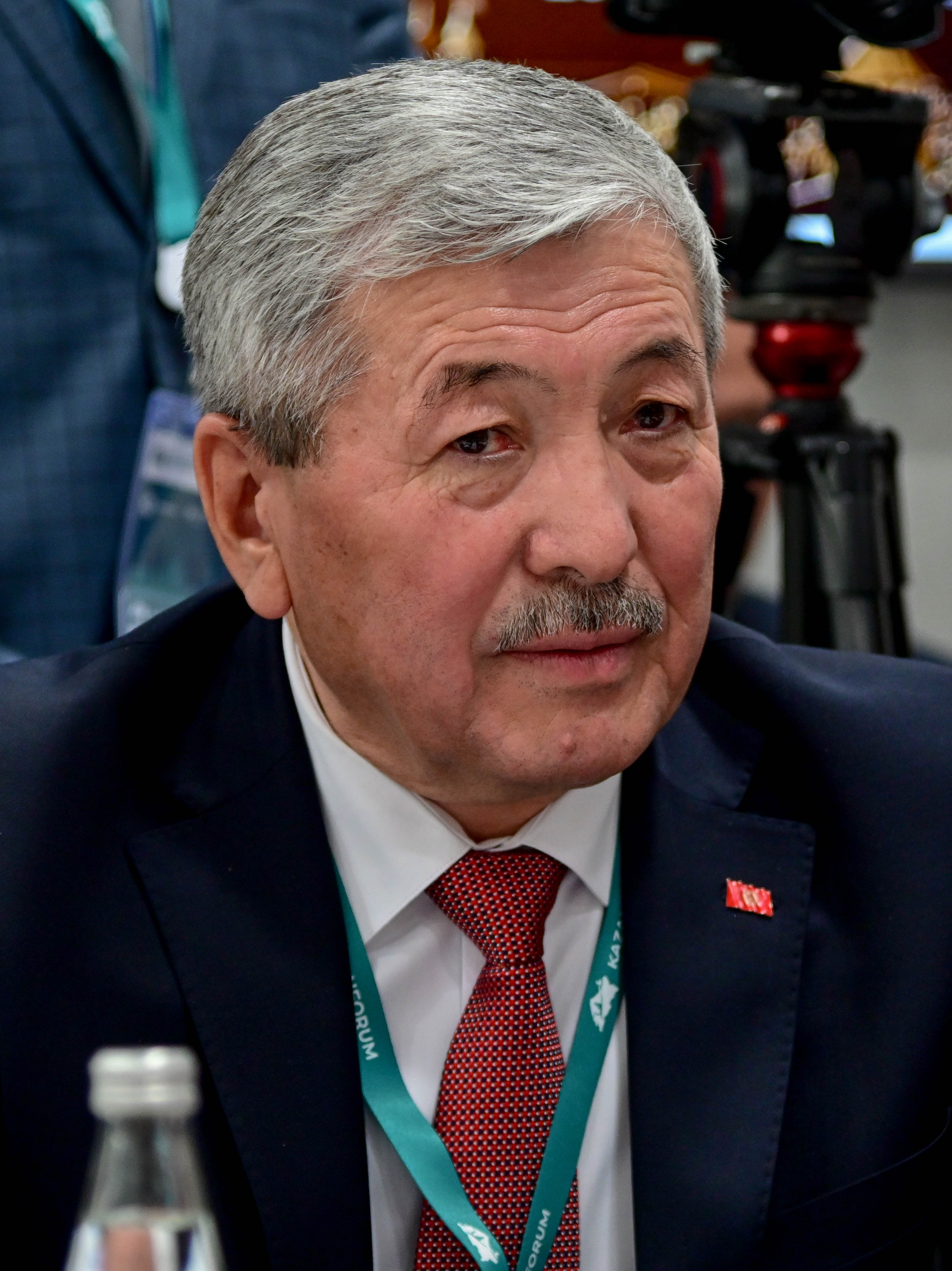
Adylbek Kassymalijew (2024)

Adylbek Aleschowitsch Kassymalijew (kirgisisch Адылбек Алешович Касымалиев; * 1. Dezember 1960 in Dolon, Kirgisische SSR, Sowjetunion) ist ein kirgisischer Politiker, der seit 2024 Premierminister von Kirgisistan ist. Davor war er Vizepremierminister (2022–2024) und Finanzminister (2015–2018).

## Laufbahn
Im Jahr 1984 schloss Kassymalijew sein Studium am Leningrader Finanz- und Wirtschaftsinstitut mit dem Abschluss als Ökonom ab. Danach war er zwischen 1984 und 1988 als Forscher am Forschungsinstitut für Ökonomie und ökonomisch-mathematische Planungsmethoden des Staatlichen Planungskomitees der Kirgisischen SSR tätig und war danach zwei Jahre Leiter des Finanzdienstes des Straßenbauinstituts. Nach dem Zerfall der Sowjetunion arbeitete Kassymalijew in der staatlichen Steuerinspektion und für das Finanzministerium in der nun unabhängigen Republik Kirgisistan, wo er Karriere machte.
Unter Präsident Almasbek Atambajew wurde Kassymalijew im Mai 2015 zum Minister für Finanzen und Wirtschaft ernannt, nachdem er zuvor 2012 zum stellvertretenden Wirtschaftsminister befördert worden war. Er blieb bis Dezember 2018 Finanzminister. Danach wurde er Leiter eines staatlichen Fonds für regionale Entwicklung und saß im Vorstand des Ungarisch-Kirgisischen Entwicklungsfonds. Er kehrte im Mai 2021 in die Regierung zurück und wurde stellvertretender Leiter der Präsidialverwaltung und am 17. Juni 2022 stellvertretender Ministerpräsident in der Regierung von Präsident Sadyr Dschaparow. Kassymalijew wurde im Dezember 2024 von Präsident Dschaparow zum Premierminister ernannt und trat das Amt am 18. Dezember an.